# Cristián Flores
Cristián Antonio Flores Vásquez (Valparaíso, 5 marzo 1972) è un ex calciatore cileno, di ruolo Difensore.